# Алфёрова, Ксения Александровна
Ксе́ния Алекса́ндровна Алфёрова (род. 24 мая 1974, София, Народная Республика Болгария) — советская и российская актриса театра и кино, телеведущая.

## Биография
Родилась 24 мая 1974 года в Софии, Болгария. Дочь актрисы Ирины Алфёровой и Бойко Гюрова (сына болгарского политика Стояна Гюрова, посла Болгарии в СССР). До 7 лет жила у бабушки Ксении Архиповны Алфёровой в Новосибирске. Была удочерена Александром Абдуловым, когда он женился на Ирине Алфёровой, и до 16 лет считала отчима своим родным отцом.

Первый киноопыт получила на съёмках картины «Женщина в белом» (1981), впервые появилась на телеэкране в выпуске «Сказки Андерсена» (1985) детской телепередачи «Будильник».

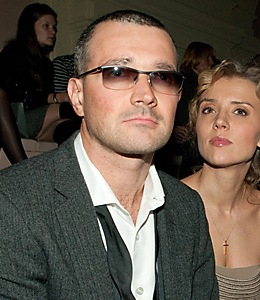
Ксения Алфёрова с Егором Бероевым в 2010 году

В 1992 году поступила в Московскую государственную юридическую академию. В 2004 году окончила школу-студию МХАТ (курс Евгения Каменьковича).
С 16 сентября по декабрь 2000 года была соведущей Владимира Маркина в программе «ТВ Бинго-шоу» на РТР (позже их сменили братья Пономаренко), а с 26 декабря 2014 года до 1 сентября 2017 года вела передачу «Жди меня» на «Первом канале» (сменила на этом месте Марию Шукшину).
С января 2001 года занималась кинематографом. Получила главную роль в фильме британского режиссёра Джона Дейли «Экспресс Петербург-Канны», где сыграла на английском языке.
В 2008—2009 годах участвовала в проектах «Первого канала» «Ледниковый период 2» (в паре с фигуристом Повиласом Ванагасом) и «Ледниковый период 3» (в паре с фигуристом Петром Чернышёвым). В 2015 году приняла участие в шоу телеканала «Россия» «Танцы со звёздами» (в паре с танцором Денисом Тагинцевым).
В 2012 году вместе с мужем Егором Бероевым основала благотворительный фонд поддержки детей с особенностями развития «Я есть!», который занимается изменением отношения общества к людям с особенностями развития.

## Семья
Муж — актёр Егор Вадимович Бероев (род. 9 октября 1977).
Дочь — Евдокия Бероева (родилась 5 апреля 2007).

## Взгляды
24 февраля 2022 года осудила российское вторжение на Украину, заявив: «Прочитайте новости, мы вторглись на территорию суверенного государства! Ведь это ненависть! Мы первые начали военные действия!», однако позднее Ксения Алфёрова поддержала российское нападение на Украину и осудила эмигрировавших из России коллег после вторжения.

## Фильмография
| Год  |     | Название                                                 | Роль                                                        |
| ---- | --- | -------------------------------------------------------- | ----------------------------------------------------------- |
| 1981 | ф   | Женщина в белом                                          | Лора Фэрли в детстве                                        |
| 1984 | тсп | Право на выбор                                           | Ира                                                         |
| 1991 | ф   | Высший класс                                             | Ника                                                        |
| 1997 | с   | Клубничка                                                | Ксюша (серия «Тили-тили тесто»)                             |
| 2001 | с   | Московские окна                                          | Нелли Морозова                                              |
| 2001 | мтф | Новогодние приключения                                   | Надя                                                        |
| 2003 | с   | Вкус убийства                                            | Татьяна                                                     |
| 2003 | ф   | Экспресс Петербург-Канны / The Petersburg-Cannes Express | Анна                                                        |
| 2005 | ф   | Зеркальные войны. Отражение первое                       | Кэтрин Фоули                                                |
| 2005 | с   | Золотые парни                                            | Настя в молодости                                           |
| 2006 | с   | Погоня за Ангелом                                        | Тоша Никитина                                               |
| 2007 | ф   | Дед Мороз поневоле                                       | Наташа                                                      |
| 2007 | с   | Капкан                                                   | Екатерина Волобуева в молодости (озвучивает Ирина Алфёрова) |
| 2009 | ф   | Окна                                                     | Катя                                                        |
| 2011 | с   | Крутые берега                                            | Ольга Морозова                                              |
| 2011 | с   | Правила маскарада                                        | Ольга Буковская                                             |
| 2012 | с   | Дежурный Ангел 2                                         | Алина Белоусова                                             |
| 2016 | ф   | Дед Мороз. Битва Магов                                   | мама Маши Петровой                                          |
| 2016 | мтф | Холодное сердце                                          | Анна Голубева                                               |
| 2018 | ф   | Прощаться не будем                                       | медсестра                                                   |
| 2018 | док | Елизавета Фёдоровна. Осталась лишь одна молитва          | читает закадровый текст                                     |
| 2019 | ф   | Спасибо деду за Победу                                   | Ирина                                                       |
| 2019 | ф   | Счастье — это… Часть 2                                   | Вероника (новелла «Родная»)                                 |
| 2022 | ф   | Дорога к дому                                            | Надежда                                                     |
| 2023 | ф   | На солнце, вдоль рядов кукурузы                          | Наталья                                                     |
| 2024 | с   | Квартирка                                                | Ольга                                                       |

Также снялась в нескольких сериях российского телесериала «Солдаты» в эпизодической роли.

## Роли в театре
- 1991 — «Кентервильское привидение», по одноименной повести Оскара Уайлда, реж. Михаил Али-Хусейн, московский театр «Современник»  — Вирджиния
- 2005 — «ПроЯвления любви», по пьесе Ксении Драгунской «Друг с другом», реж. Ольга Субботина, постановка «Квартет И» — монтировщица Скрябина
- 2006 — «Страх мыльного пузыря», реж. Елена Невежина, Ольга Субботина, постановка «Квартет И» и «Другой театр» — Анастасия
- 2006 — «Серебряная корова» по мотивам произведений П. Г. Вудхауса, реж. Валерий Саркисов, постановка театрального агентства «Алан Декор» — Стиффи
- 2011 — «Класс Мира», театральный центр «На Страстном»
- 2018 — «На крючке. Однажды на льдине», по пьесе Марка Райлэнса и Луиса Дженкинса «Милая рыбка», реж. Дмитрий Брусникин, постановка театрального проекта «Ника» — Фло

## Награды
- Самарский крест (2017 год, Посольство Болгарии в России, Общественный совет Болгарии).[15]